# Rio Branco-lagen
Rio Branco-lagen var en lag som antogs i Brasiliens parlament. Lagen namngavs efter premiärminister José Paranhos, vicomte av Rio Branco och befriade alla slavarnas barn, samt alla statens slavar. Slavägare till barn fick ansvar för barnens omvårdnad, eller kunde överlämna barnen till staten i utbyte mot pengar. 
Lagen blev startskottet för slaveriets avskaffande i Brasilien. Ganska få människor befriades av lagen, de flesta (över en miljon människor) var fortfarande slavar. Lagen tillämpades bäst i de norra delarna, där lönearbete förespråkades i stället för slaveri. De flesta som befriats under Rio Branco-lagen migrerade norrut, för lönearbete på plantageerna. Brasilien avskaffade sedan slaveriet den 13 maj 1888, genom Lei Áurea.